# Lobogenesis
Lobogenesis là một chi bướm đêm thuộc phân họ Tortricinae của họ Tortricidae.

## Các loài
- Lobogenesis antiqua Brown, 2000
- Lobogenesis banosia Razowski, 2005
- Lobogenesis calamistrana Razowski, 2005
- Lobogenesis centrota (Razowski, 1997)
- Lobogenesis contrasta Brown, 2000
- Lobogenesis corymbovalva Razowski, 2005
- Lobogenesis eretmognathos Razowski, 2005
- Lobogenesis inserata Razowski, 2005
- Lobogenesis larana Brown, 2000
- Lobogenesis lobata Razowski, 1990
- Lobogenesis magdalenana Brown, 2000
- Lobogenesis pallidcypas Razowski, 2005
- Lobogenesis pectinata Razowski, 2005
- Lobogenesis penai Brown, 2000
- Lobogenesis peruviana Brown, 2000
- Lobogenesis phoxapex Razowski, 2005
- Lobogenesis polyspina Razowski, 2005
- Lobogenesis riesteri Razowski & Pelz, 2003
- Lobogenesis sthernarcosta Razowski, 2005
- Lobogenesis varnicosa Brown, 2000